# Ніколаєвка (Аршалинський район)
Нікола́євка (каз. Николаевка) — село у складі Аршалинського району Акмолинської області Казахстану. Входить до складу Михайловського сільського округу.
Населення — 290 осіб (2021; 337 у 2009, 437 у 1999, 558 у 1989).
Національний склад станом на 1989 рік:
- росіяни — 47 %;
- німці — 20 %.